# Halenia perijana
Halenia perijana är en gentianaväxtart som beskrevs av K.B.Hagen. Halenia perijana ingår i släktet Halenia och familjen gentianaväxter. Inga underarter finns listade i Catalogue of Life.